# Майен (город, Франция)
Майе́н (фр. Mayenne) — город и коммуна на северо-западе Франции, в департаменте Майен.

## География
Город расположен на берегах реки Майен, на стыке исторических областей Бретань, Нормандия и Анжу. Площадь около 20 км².

## Города-побратимы
- Вайблинген, Германия, с 1970
- Девайзес, Великобритания, с 1970
- Йези, Италия, с 2001

## Примечания

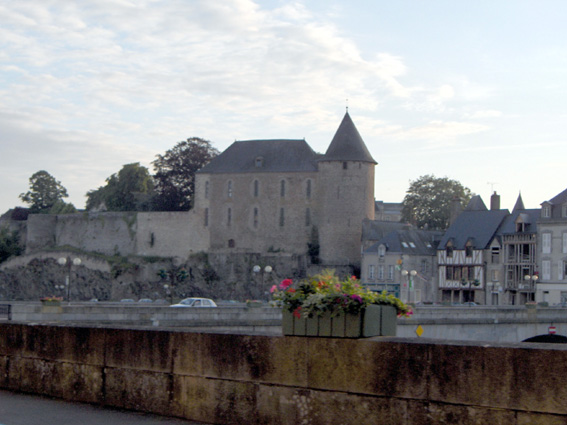